# They Are Billions
They Are Billions es un videojuego de estrategia en tiempo real de supervivencia en un entorno post-apocaliptico steampunk desarrollado y publicado por Numantian Games. Disponible para Microsoft Windows, fue lanzado como un acceso anticipado en Steam con solo un modo de supervivencia en diciembre de 2017. El juego fue lanzado con un modo campaña titulada "El Nuevo Imperio" el 18 de junio de 2019. Las versiones de PlayStation 4 y Xbox One fueron publicadas por BlitWorks el 1 de julio de 2019. 

## Gameplay
They are Billions introduce al jugador en un mapa steampunk generado aleatoriamente infestado por zombis. El objetivo del jugador es construir una base capaz de protejerles, explorar el mapa, recolectar recursos y expandirse mientras lucha con los zombis que hay en el mapa. Además hay estructuras esparcidas por el mapa infectadas por zombis las cuales pueden ser saqueada para obtener recursos, aunque esto provocara que una horda de zombis salga de ella. Hay 8 recursos que el jugador debe gestionar: oro, comida, trabajadores, madera, piedra, hierro, petróleo y energía. Tanto estructuras como unidades necesitaran de diversos recursos para crearse. Aunque  a veces atacan pequeñas hordas de zombis de manera errática e inusual, en ciertos intervalos durante el transcurso del juego vendrán grandes hordas por una dirección aleatoria hasta que en la última horda vienen por todas las direcciones en cantidades masivas. En caso de que un zombi infecte uno de tus edificios, también infectara a los trabajadores que haya en ella, pudiendo causar un devastador efecto domino. Al igual que el jugador tiene acceso a distintas unidades, también hay varios tipos de zombis, desde el más lento y débil, hasta uno extremadamente rápido conocido como "Arpía" o uno muy resistente conocido como "zombi hinchado" e incluyendo uno gigante con mucha salud, velocidad y daño llamado "infectado gigante" que incluso es resaltado en el minimapa y para matarlo se necesitará tanto una sólida defensa (con muros, torretas y trampas), como una buena táctica. Pese a que es un juego de estrategia en tiempo real, el jugador puede pausar el juego para planear acciones futuras o para dar varias ordenes de manera simultánea.

## Trama
They are Billions toma lugar en Norte América, a finales del siglo 22, en el que ocurre una pandemia mundial de una mutación de la rabia llamada Rabia Z, que ha provocado un apocalipsis zombi, principalmente en las megaciudades. Al principio los supervivientes intentaron establecer poblados e incluso fortalezas para combatir las hordas de zombis, pero con el tiempo estas cayeron. De todas formas, varios miles de humanos sobrevivieron, unidos bajo el liderazgo del general convertido en emperador Quintus Crane y, y construyeron la Ciudad Imperio dentro de una cráter al cual los zombis no podían llegar. Por otra parte,el apocalipsis provocó una enorme retroceso en la tecnología, por lo que ahora está al  nivel del siglo 19.
La campaña comienza trece años después de que Quintus anunciase su intención de expandirse más allá del cráter y crear un nuevo imperio humano. Aquí el jugador es un administrador de colonia y un comandante militar bajo las ordenes de Quintus, que aspira a conquistar nuevo territorio y construir colonias fortificadas bien administradas y conectadas todas por una red de trenes. A lo largo de la campaña, que abarca desde la costa noroeste hasta la megaciudad de Mega York, el jugador crea un ejercito personal formado por mercenarios, renegados y hasta convictos para manejar los enjambres de zombis

## Recepción
La versión para PC de They Are Billions tiene 77/100 en Metacritic. David Wildgoose, escribiendo para Gamessport, se refirió al They Are Billions como "[...] un juego de estrategia ajustado y convincente".

### Ventas
La versión de PlayStation4 fue el vigésimo juego mejor vendido de Japón en la primera semana de su lanzamiento, con 3046 copias vendidas.

### Premios
El juego fue nominado con el premio a "Best Spanish Development" en los Titanium Awards de 2019.